# Lerga
Lerga és un municipi de Navarra, a la Comarca de Tafalla, dins la merindad de Sangüesa.

## Demografia
| Evolució demogràfica                             | Evolució demogràfica | Evolució demogràfica | Evolució demogràfica | Evolució demogràfica | Evolució demogràfica | Evolució demogràfica | Evolució demogràfica | Evolució demogràfica | Evolució demogràfica | Evolució demogràfica |
| 1996                                             | 1998                 | 1999                 | 2000                 | 2001                 | 2002                 | 2003                 | 2004                 | 2005                 | 2006                 | 2007                 |
| ------------------------------------------------ | -------------------- | -------------------- | -------------------- | -------------------- | -------------------- | -------------------- | -------------------- | -------------------- | -------------------- | -------------------- |
| 87                                               | 87                   | 85                   | 84                   | 93                   | 90                   | 81                   | 78                   | 76                   | 71                   | 67                   |
| Fonts: Lerga i Institut d'Estadística de Navarra |                      |                      |                      |                      |                      |                      |                      |                      |                      |                      |